# Interleukine
Interleukine (IL-x) sind zu den Zytokinen zählende Peptidhormone, d. h., sie sind körpereigene Botenstoffe der Zellen des Immunsystems. Das Wort Interleukin kommt von der Verbindung des lateinischen Vorwortes inter (zwischen) und dem griechischen Eigenschaftswort λευκός,   leukós (weiß). Denn Interleukine vermitteln die Kommunikation zwischen Leukozyten, aber auch zu anderen, an der Immunantwort beteiligten Zellen. Diese Signalmoleküle werden von CD4-positiven T-Helferzellen, Monozyten, Makrophagen und Endothelzellen gebildet und wirken auf Zellen des blutbildenden Systems. Nach der Reihenfolge ihrer Entdeckung werden sie in mehrere Untergruppen unterteilt, die durch Zahlen gekennzeichnet werden.
Die Wirkung der Interleukine ist höchst unterschiedlich. Während Interleukin-2 von der T-Zelle ausgeschüttet wird und positiv auf das Wachstum dieser Zelle wirkt, hemmt Interleukin-10 die Aktivität der Makrophagen und dämmt die Abwehrreaktion ein. Interleukine regen also spezifisch bestimmte Zellen des Immunsystems zu Wachstum, Reifung und Teilung an oder verhindern genau diese Prozesse der Aktivierung.

## Typen

### Interleukin-1
Interleukin-1 (IL-1) wird von Makrophagen, Endothelzellen, Fibroblasten und einigen anderen Zellen gebildet und ist ein entzündungsfördernder Signalstoff. Endothelzellen reagieren auf ihn mit dem Einbau von speziellen Rezeptoren (z. B. E-Selectin) in die Zellmembran. Ein Leukozyt im Blut bindet nun an diesen Rezeptor und kann so in das geschädigte Gewebe einwandern. Dabei verdrängt er Endothelzellen und schneidet sich den Weg durch die Basallamina.
Die Verdrängung und Zerstörung von Zellen und Bindegewebe ist nötig, um Erreger und defekte oder entartete Zellen außerhalb der Blutbahn zu bekämpfen. Bei chronischen Entzündungen kann diese Reaktion aber außer Kontrolle geraten. IL-1 lagert sich an den Chondrozyten an und bewirkt die Freisetzung knorpelzerstörender Enzyme, wodurch es zum Abbau von Knorpelsubstanz und letztendlich zur Zerstörung der Gelenke kommt. Im Bereich der Orthopädie wird seit etwa 1998 eine Therapie mit einem IL-1-Antagonisten betrieben, der aus körpereigenem Blut gewonnen und – in angereicherter Form – in ein erkranktes Gelenk injiziert wird. Die bislang durchgeführten Studien deuten eine Therapieoption bei Frühformen der Arthrose an. Als Hemmstoff wird zum Beispiel Diacerein eingesetzt.
Bei schizophrenen Patienten konnten veränderte IL-1-Werte im Blut, in der Hirnflüssigkeit sowie in dem im vorderen Stirnlappenbereich befindlichen (präfrontalen) Cortex festgestellt werden.

#### Interleukin-1α
Interleukin-1α wird in vielen Zelltypen produziert aber vorwiegend nur durch Monozyten und Makrophagen sezerniert. Dieses Zytokin spielt eine wichtige Rolle bei der Erhaltung der Hautbarrierefunktion (skin barrier function) sowie bei diversen Immunreaktionen.
Aufgrund seiner Fähigkeit, die Produktion von Dermiskomponenten wie z. B. Kollagen anzuregen, findet es Einsatz in der Kosmetikindustrie.

#### Interleukin-1β
siehe Hauptartikel Interleukin-1β
Interleukin1β (IL-1β) wird hauptsächlich von Blut-Monozyten produziert und ist ein zentraler Botenstoff in der Antwort des Gastorganismus auf eine Reihe von Fremdeinflüssen (wie zum Beispiel Lipopolysaccharide als exogene Pyrogene). Es ist im entsprechenden Unterartikel näher beschrieben.

### Interleukin-2
siehe Hauptartikel Interleukin-2
Interleukin-2 (IL-2) ist das wichtigste Signal für eine T-Helferzelle. Nach Erkennen seines Antigens auf dem MHC-II-Rezeptor einer Antigen-präsentierenden Zelle schüttet die T-Helferzelle IL-2 aus. Dieses Signal wirkt hauptsächlich autokrin auf sie selbst. Durch eine intrazelluläre Signalkaskade kommt es zur Aktivierung und klonalen Teilung der T-Zellen. Haben sie einmal ihr Antigen erkannt, vervielfältigen sie sich, daher gehört dieses Interleukin zu den Wachstumsfaktoren. Neben der autokrinen T-Zellaktivierung wirkt IL-2 auch auf B-Lymphozyten und Natürliche Killerzellen (NK-Zellen) mit dem gleichen Effekt.
Die Produktion von TH2 Zytokinen IL-4 und IL-5 benötigt IL-2.
Therapeutisch ist IL-2 eines der wichtigsten Interleukine.

### Interleukin-3
Interleukin-3 (auch: Multipotential CSF) wirkt auf die Stammzellen im Knochenmark und wird zur Stimulation der Blutbildung nach einer Chemotherapie, nach Knochenmarks- oder Stammzelltransplantation eingesetzt.

### Interleukin-4
Interleukin-4 (IL-4) (ehemals B cell growth factor (BCGF) oder B cell stimulating factor (BSF)) ist ein Zytokin mit anti-inflammatorischen Eigenschaften, das unter anderem die körpereigene Produktion von Th1-Zellen und Makrophagen und von IFN-gamma und IL-12 verringert. Es ist somit wichtig für die Homöostase des Immunsystems. IL-4 differenziert naive CD4+ T-Zellen (Th0) zu Th2-Zellen, denen generell eine anti-inflammatorische Rolle zugeschrieben wird. IL-4 sorgt für eine Stimulation und Proliferation von aktivierten B- und T-Zellen und führt zu einem Immunglobulin-Klassenwechsel (class switch) hin zu IgE und IgG4. Des Weiteren besitzt IL-4 das Potential, die Expression von MHCII-Molekülen auf B-Lymphozyten hochzuregulieren. Zudem spielt IL-4 eine wichtige Rolle bei der Adhäsion auf Endothelzellen und die anschließende Chemotaxis durch Leukozyten.
Die Hauptquelle von IL-4 sind Th2-Zellen selbst. Weitere Quellen sind basophile und eosinophile Granulozyten, Mastzellen und NK-Zellen.
IL-4 kann durch zwei verschiedene Rezeptoren auf diversen Zellen (Muskelgewebe, Leberzellen, Hirngewebe, Bindegewebe, hämatopoetische, endotheliale, epitheliale Zellen) gebunden werden.

### Interleukin-5
Interleukin-5 wirkt positiv chemotaktisch auf eosinophile Granulozyten und steigert die Synthese und Sekretion von Immunglobulin A durch Plasmazellen. Es wird von Typ2-T-Helferzellen und Mastzellen produziert.

### Interleukin-6
siehe Hauptartikel Interleukin-6
Interleukin-6 (IL-6) bewirkt in der Leber die vermehrte Synthese von Akute-Phase-Proteinen. Es werden sowohl pro- als auch antiinflammatorische Effekte diskutiert. IL-6 wird vor allem von Monozyten/Makrophagen, aber auch von Epithel- und Endothelzellen ausgeschüttet (sezerniert). Bedeutung besitzt es bei der Prognose und der Beurteilung von Trauma und Sepsis.

### Interleukin-7
Interleukin-7 ist ein Zytokin von 19-30 kDa Größe. Es wird insbesondere von Stromazellen, lymphatischen Organen, wie dem Thymus, der Milz und des Knochenmarks, produziert und stimuliert das Wachstum von Vorläuferzellen der B- und T-Lymphozyten.

### Interleukin-8
siehe Hauptartikel Interleukin-8
Interleukin-8 (IL-8) ist ein Chemokin der CXC-Familie und wird unter anderem durch Endothelzellen,
Monozyten, Epithelzellen und Fibroblasten produziert. Ein wichtiger Angriffspunkt des Chemokins sind
neutrophile Granulozyten. Die wesentlichen biologischen Wirkungen von IL-8 auf Granulozyten
beinhalten die Förderung der Chemotaxis, die Stimulation der Expression von Adhäsionsmolekülen
und die Aktivierung mit Freisetzung von Sauerstoffradikalen und Granula, die über die Chemokinrezeptoren CXCR1 und CXCR2 vermittelt werden.

### Interleukin-9
Interleukin-9 (IL-9) ist ein Zytokin, welches von speziellen weißen Blutkörperchen produziert wird. Es handelt sich um eine Untergruppe der CD4+-T-Zellen, den sogenannten Th9-Zellen (h steht für Helfer). IL-9 ruft viele Funktionen in Lymphoiden Zellen und Mastzelllinien hervor. Es ist mit allergischer Entzündung assoziiert. Es wird vermutet, dass dieses Zytokin eine Rolle bei der Entstehung von Asthma und Colitis Ulcerosa spielt. In Lungen von Asthmatikern sind IL-9 und der IL-9-Rezeptor stärker exprimiert, als in gesunden Lungen.

### Interleukin-10
siehe Hauptartikel Interleukin-10
Interleukin-10 (IL-10) agiert (so wie IL-4 und IL-11) als sogenanntes anti-inflammatorisches Zytokin, indem es die Makrophagenfunktion hemmt und somit überschießende Entzündungsreaktionen verhindert. Gebildet wird es vor allem von TH2-Zellen sowie regulatorischen T-Zellen.

### Interleukin-11
Interleukin-11 agiert (so wie TGF-β und IL-10) als sogenanntes anti-inflammatorisches Zytokin, indem es überschießende Entzündungsreaktionen verhindert und somit wichtig für die Homöostase des Immunsystems ist.

### Interleukin-12
Interleukin-12 (IL-12) besitzt eine zentrale Funktion in der Anstoßung und Fortdauer einer T-Helferzell-1(TH-1)-Immunantwort (zelluläre Abwehr) und hat Einfluss auf den Verlauf von intrazellulären Infektionen. Neuere Forschungsergebnisse lassen vermuten, dass IL-12 auch Enzyme aktivieren kann, welche dann in der Lage sind, geschädigte Erbsubstanz schnell wieder zu reparieren. Eine weitere nachgewiesene Wirkung von IL-12 besteht darin, dass es die Möglichkeit von T-Killerzellen fördert, in einen Tumor einzudringen und ihn zu zerstören.
IL-12 ist ein heterodimeres Zytokin, das vor allem von Monozyten/Makrophagen produziert wird. Die Produktion von IL-12 kann in der Pathogenese von Autoimmunität eine Rolle spielen.
Einige Mikroorganismen, wie beispielsweise Candida albicans, besitzen IL-12 hemmende Faktoren.
Dieses Zytokin wird von zwei Genen kodiert: die Interleukin-12 subunit alpha (IL-12 p35 oder IL-12A) durch das IL12A-Gen auf Chromosom 3 Genort q25.33 und die Interleukin-12 subunit beta (IL-12p40 oder IL-12B) durch das IL12B-Gen auf Chromosom 5  an q31.1-33.1. Die IL-12R-Beta1-Kette wird vom IL12RB1-Gen auf Chromosom 19 an p13.11 kodiert.
Mutationen in diesen Genen führen zu Formen der Autosomal-rezessiven Suszeptibilität für Mykobakteriosen durch kompletten Defekt, nämlich Suszeptibilität für Mykobakteriosen durch kompletten IL12B-Defekt und Suszeptibilität für Mykobakteriosen durch kompletten IL12RB1-Defekt.

### Interleukin-13
Interleukin-13 (IL-13) wird von T-Lymphozyten produziert und stimuliert die Bildung und Differenzierung von B-Lymphozyten. Weiterhin inhibiert IL-13 die Aktivierung von Makrophagen.

### Interleukin-15
Interleukin-15 (IL-15) spielt eine zentrale Rolle bei der Entwicklung, Differenzierung und Funktion von NK-Zellen (natürliche Killerzellen).
IL-15 wird von Stromazellen im Knochenmark und anderen Zellen wie Monozyten und dendritischen Zellen produziert. Es bindet an den IL-15-Rezeptor (IL15Rβ) auf NK-Zell-Vorläuferzellen und fördert deren Entwicklung zu reifen NK-Zellen. IL-15 bindet außerdem an den Il-2-Rezeptor (IL2Rβ). In Knockout-Maus-Modellen wurde gezeigt, dass ohne IL-15 es keine Bildung und Expansion von NK-Zellen gibt. Im Organismus wird – im Vergleich zu vielen anderen Zytokinen – nur sehr wenig IL-15 sezerniert. Stattdessen bindet es vor allem intrazellulär an den IL-15-Rezeptor-α, mit dem es dann gemeinsam an der Zelloberfläche präsentiert wird. Durch diese trans-Präsentation wird die Bildung und Aktivität der NK-Zellen gesteigert.
IL-15 stimuliert die Sekretion zytolytischer Mediatoren wie Granzyme und Perforin, die für die zytotoxische Funktion der NK-Zellen entscheidend sind. Es verbessert auch die Expression von Effektormolekülen wie NKG2D, die für die Erkennung und Zerstörung von Zielzellen wichtig sind. Außerdem schützt IL-15 NK-Zellen durch das Hochregulieren von Überlebensfaktoren wie Bcl-2 und Bcl-xL vor Apoptose, was ihre Lebensdauer verlängert.
Das für IL-15 codierende Gen sitzt beim Menschen auf Chromosom 4 Genlocus q28-31. Das korrespondierende Genprodukt hat eine molare Masse von 16,1 kDa und besteht aus 162 Aminosäuren.

### Interleukin-16
Interleukin-16 (IL-16) wird vorerst als Pro-Peptid (80 kDa) gebildet und erst anschließend durch Caspase-3 in ein 14-kDa-Monomer gespalten. Die Struktur der biologisch aktiven Form von IL-16 entspricht einem Homotetramer. IL-16, dessen Gen auf Chromosom 15 lokalisiert ist, wird vornehmlich von CD8+T-Zellen gebildet. Zusätzlich können verschiedene andere Zelltypen einschließlich mononukleärer Phagozyten, Mastzellen, eosinophiler Granulozyten und CD4+T-Zellen dieses Zytokin bilden. Für seine biologische Wirkung bindet sich IL-16 an das Glykoprotein CD4, welches dadurch die zusätzliche Funktion eines Zytokin-Rezeptors wahrnimmt. IL-16 wurde bereits früh als CD4+-Zellen-spezifisches Chemotaxin identifiziert. Zusätzlich bewirkt dieses Zytokin bei nativen T-Zellen den Übertritt aus einer G0- zu einer G1-Phase des Zellzyklus und fördert gleichzeitig die Oberflächenexpression des kompletten IL-2-Rezeptors. Dadurch werden diese Zellen infolge der Exposition gegenüber IL-2 und IL-16 zur Proliferation stimuliert. Die Interaktion von IL-16 kann mit ihrem zellständigen Rezeptor CD4 zu einer Antigen-unabhängigen Zellproliferation führen. Dieser Umstand enthält bei HIV-infizierten Patienten eine spezielle Bedeutung, da dort die Serumkonzentration von IL-16 mit dem Schweregrad der Infektion einhergeht.
IL-16 spielt weiterhin bei den Erkrankungen Morbus Crohn, Multiple Sklerose, und autoimmune Thyroiditis eine Rolle.

### Interleukin-17
Interleukin-17 (IL-17) ist das Signalzytokin des neu beschriebenen Th17-Zelltyps, der mit diversen Autoimmunerkrankungen in Mausmodellen in Verbindung gebracht wird. Andere Zytokine dieses Zelltyps sind IL-21 und IL-22. IL-17 scheint an der Vermittlung des Entzündungsgeschehens an Fibroblasten beteiligt zu sein. Ihm wird außerdem eine Rolle in der Neutrophilenrekrutierung zugesprochen. Ein Hauptproduzent für IL-17 sind die nach ihm benannten TH17-Zellen.
IL-17 spielt eine bedeutende Rolle bei der Entwicklung des arteriellen Bluthochdrucks. Interleukin-17 wirkt in den glatten Muskelzellen der Gefäße proinflammatorisch und fördert die Freisetzung der Mediatoren Interleukin-6, CXCL-8 und CXCL-10 sowie von CRP. In Tierversuchen haben sowohl eine Anti-IL-17-Therapie als auch eine Gendeletion von IL-17 den Blutdruck gesenkt. Darüber hinaus zeigt sich auch bei einer Subgruppe von Patienten mit schwerem Asthma ein erhöhter IL-17-Spiegel.

### Interleukin-18
Interleukin-18 (IL-18) ist ein Zytokin, welches zur IL-1-Zytokin-Superfamilie gehört, funktionelle Ähnlichkeiten mit IL-12 aufweist und eine wichtige Rolle als Regulator der natürlichen und erworbenen Immunität besitzt. Gebildet aus einem 24-kDa-Vorläufer-Peptid, wird IL-18 (analog zu IL-1β) durch die Interleukin-1 Converting Enzyme-Protease (auch Caspase-1 genannt) in seine bioaktive 18-kDa-Form aufgespaltet. IL-18 wird durch unterschiedliche hämatopoetische und nicht hämatopoetische Zellen gebildet, zu denen Makrophagen, dendritische Zellen, Kupfferzellen, Keratinozyten, Osteoblasten, intestinale Epithelzellen, Mikroglia, Fibroblasten und Zellen der Nebennierenrinde gehören. Der für das Zytokin spezifische Rezeptorkomplex, IL-18R, entspricht einem Heterodimer aus einer Liganden-bindenden α-Kette und einer signaltransduzierenden β-Kette. Der IL-18R ist vor allem auf Makrophagen, neutrophilen Granulozyten, NK-Zellen und Endothelzellen der glatten Muskulatur exprimiert.
IL-18 konnte in erhöhter Konzentration in der Gelenkinnenhaut (Synovia) von Patienten mit rheumatoider Arthritis nachgewiesen werden.

### Interleukin-21
siehe Hauptartikel Interleukin-21
Interleukin-21 ist ein Zytokin mit bedeutenden regulatorischen Effekten auf Zellen des Immunsystems, darunter NK-Zellen und zytotoxische T-Zellen, die mit einem Virus infizierte oder Krebszellen zerstören können. Es spielt auch eine Rolle bei Hodgkin-Lymphomen.

### Interleukin-22
An Schuppenflechte (Psoriasis) leidende Patienten bilden verstärkt den Botenstoff Interleukin-22. Je mehr davon in der Haut ist, desto ausgeprägter ist die Krankheit. Tests an Mäusen zeigen, dass die IL-22-Blockade Entzündungen dämpft und das krankhafte Hautwachstum mindert. Dagegen lösen IL22-Injektionen bei gesunden Tieren Psoriasis-ähnliche Symptome aus.

### Interleukin-23
Bei vielen Autoimmunerkrankungen wie beispielsweise rheumatoider Arthritis, multipler Sklerose, Psoriasis und Morbus Crohn kann Interleukin-23 die Bildung von T-Zellen anregen, die sich anschließend gegen den eigenen Körper richten. Außerdem kann es die indirekt tumorzerstörende Wirkung von IL-12 behindern.

### Interleukin-31
Interleukin-31 wird von Lymphozyten, vor allem von aktivierten CD4-positiven T-Zellen, gebildet. IL-31 Rezeptoren sind Heterodimere aus dem Interleukin-31-Rezeptor A und der Oncostatin-M-Rezeptor-β-Untereinheit OSMRβ. Der IL-31-Rezeptor A wird am stärksten in den sensorischen Nervenzellen der Spinalganglien des Rückenmarks exprimiert, die auch eine erhöhte Ko-Expression der Juckreiz-Sensoren und von Entzündungsmediatoren einer neurogenen Entzündung aufweisen, zu denen TRPV-1 und NPPB gehören. Ebenso induziert Interleukin 31 die Phosphorylierung und somit Aktivierung der Signaltransduktoren des JAK-STAT-Signalweg JAK1 und JAK2, die als Mediatoren des Juckreizes bekannt sind. Daher wurde IL-31 als "Juckreiz-Zytokin" bezeichnet.
IL-31 könnte ein mögliches pharmakologisches Target einer Therapie bei Juckreiz sein, z. B. in Form eines Antagonisten bei vielen mit Juckreiz(Pruritus)-assoziierten Erkrankungen (Atopie, Cholestase, Urämie). Es ist umstritten, ob Histamin in der Entstehung von Juckreiz eine Rolle spielt.
In der Tiermedizin ist mit Lokivetmab ein monoklonaler Antikörper gegen IL-31 zugelassen, der die Wirkung dieses Interleukins blockiert und damit den Juckreiz bei atopischer Dermatitis stark reduziert.
In der Humanmedizin wurde 2020 eine Phase-II-Studie mit Nemolizumab publiziert. Dieser humanisierte Antikörper gegen den menschlichen Interleukin-31-Rezeptor verminderte den Juckreiz-Score signifikant bei Prurigo nodularis, einer besonders starken Form eines chronischen Juckreizes. Am 12. Februar 2025 wurde der Wirkstoff Nemolizumab in Europa als Arzneimittel zugelassen.

### Interleukin-33
Das Zytokin Interleukin-33 wird bei der ersten Dehnung der Lunge unmittelbar nach der Geburt – 2017 untersucht an Mäusen und Menschen – freigesetzt. IL-33 aktiviert dabei Immunzellen im Lungengewebe.
Der monoklonale Antikörper gegen menschliches Interleukin 33, Itepekimab, wurde in einer Phase II - Studie erfolgreich in der Behandlung von Asthma eingesetzt.

## Einsatz als Therapeutikum
Bei einer Immuntherapie oder Immunmodulation mit Interleukin, beispielsweise mit IL-2 in der Krebsimmuntherapie gegen metastasierendes Nierenzellkarzinom, wird versucht, die Immunabwehr eines Organismus anzuregen. Malignen Tumoren oder einer Infektion, beispielsweise durch HIV, soll durch die Gabe mit körpereigenen Mitteln begegnet werden.
Meist werden bei der Behandlung maligner Tumoren (Nierenzellkarzinom, malignes Melanom) Kombinationspräparate von Interleukin und anderen Mitteln eingesetzt, wie beispielsweise Interferon und/oder Zytostatika. Die Nebenwirkungen bei einer Therapie mit IL-2 sind erheblich: beispielsweise Fieber, Müdigkeit, Hautausschläge, Herzrasen, Ödeme oder Vascular-Leak-Syndrom. Diese Nebenwirkungen sind allerdings weitgehend reversibel.
Heute werden sogenannte „Anti-Interleukine“ häufig und erfolgreich bei Morbus Crohn und vor allem bei autoimmunbedingten rheumatischen Erkrankungen angewendet.